# DESFA
Die DESFA (griechisch ΔΕΣΦΑ — Διαχειριστής Εθνικού Συστήματος Φυσικού Αερίου) ist ein am 30. April 2007 gegründetes griechisches Unternehmen der Erdgaswirtschaft.
Die DESFA ist Eigentümerin und Betreiberin des etwa 1500 km langen, griechischen Hochdrucknetzes für den Transport von Erdgas und des einzigen Terminals Griechenlands für Flüssigerdgas (LNG) auf der Insel Revithoussa.
1987 wurde ein Vertrag mit der Sowjetunion über die Lieferung von Erdgas abgeschlossen, 1988 folgte ein Vertrag über die Lieferung von LNG mit der algerischen Sonatrach. 1992 wurde der Bau der griechischen Hauptgasleitung von der griechisch-bulgarischen Grenze bis nach Attika begonnen. Im Jahr 2000 begann die Lieferung von LNG aus Algerien.
Im Rahmen der Privatisierung wurde 2018 die Mehrheit (66 %) der DESFA an das Beteiligungsunternehmen SENFLUGA S.A. (bestehend aus Snam (60 %), Enagás (20 %) und Fluxys (20 %), die auch Aktionäre der Trans-Adria-Pipeline sind) für 535 Millionen Euro verkauft, nachdem ein Deal mit der aserbaidschanischen SOCAR Ende 2016 scheiterte. Der Verwertungsfonds für das öffentliche Privatvermögen (TAIPED) und das Erdölunternehmen Hellenic Petroleum hatten im Vorfeld ihre Anteile an DESFA verkauft (jeweils 31 und 35 Prozent). Die übrigen 34 Prozent bleiben in der Hand des griechischen Staates, der auch den Präsidenten stellt.
Vor der Einstellung des Projekts war DESFA auch an South Stream beteiligt.